# Lulu Town
Lulu Town era l'unico insediamento, oggi disabitato, dell'Isola Navassa, territorio non incorporato e non organizzato degli Stati Uniti d'America nel Mar dei Caraibi.
Fino a che sull'isola sono rimaste attive le miniere di guano, l'insediamento è stato abitato dai minatori; quando quest'attività cessò, Lulu Town fu abbandonata. Nei pressi dell'antico insediamento oggi si trovano saltuariamente insediamenti provvisori di pescatori haitiani (l'intera Navassa è infatti rivendicata da Haiti).
L'insediamento sorgeva nei pressi della baia di Lulu.